# Manuel Medina
Manuel Medina (n. 17 de julho de 1976 em Aragua de Barcelona, Anzoátegui), é um ciclista venezuelano.
Compete para a equipa Gobernación del Zulia, e é um dos melhores escaladores da América do Sul. Apelidado de o Gato, caracteriza-se por ser um ciclista inteligente, frio, calculador, não gasta energia se não é necessário e dá o “raspanço” quando as circunstâncias o requerem.
Triplo vencedor na Volta ao Táchira (mais 10 etapas), também ganhou a Volta a Guatemala e foi o campeão da UCI America Tour de 2008.
A 9 de agosto de 2013 foi suspenso por dois anos ao dar positivo com GW501516 enquanto disputava a Volta a Guatemala.

## Palmarés
2002
- 3º no Campeonato da Venezuela Contrarrelógio
- 1 etapa da Volta a Venezuela

2004
- 1 etapa da Volta ao Táchira

2005
- 1 etapa da Volta a Colômbia

2006
- Volta ao Táchira, mais 2 etapas
- Campeonato da Venezuela em Estrada
- 1 etapa da Vuelta a Colombia
- 1 etapa da Vuelta a Venezuela
- 1 etapa de Clásico Ciclístico Banfoandes

2007
- 2 etapas da Volta ao Táchira
- 2º no Campeonato Panamericano de Ciclismo em Estrada
- 2 etapas da Volta a Colômbia

2008
- Volta ao Táchira, mais 4 etapas
- 2º no Campeonato da Venezuela em Estrada
- Volta a Guatemala, mais 3 etapas
- UCI America Tour

2011
- Volta ao Táchira, mais 1 etapa
- 1 etapa da Volta a Venezuela